# پرواز شماره ۸۱۴ ایندین ایرلاینز
پرواز شماره ۸۱۴ ایندین ایرلاینز(به انگلیسی: Indian Airlines Flight 814) هواپیماربایی یک پرواز شرکت ایندین ایرلاینز از کاتماندو به مقصد دهلی بود که با ۱۷۶ مسافر و ۱۵ خدمه بودند، که در بین تاریخ ۲۴ دسامبر ۱۹۹۹ تا ۳۱ دسامبر ۱۹۹۹ توسط طالبان ربوده شد .